# 红头斑翅螽
红头斑翅螽（Eumacroxiphus brachyurus）是一種外觀為紅色的頭、腳、觸鬚，黑色斑點和網狀花紋的肉食性直翅目螽斯。體長5公分左右，具有強大咬合力的大顎，產卵管呈刀狀。雌性的前翅下緣有藍色斑紋，雄性則為綠色。该物种曾在馬來西亞的Mulu National Park和Poring Hot Spring被發現過。